# Alma aragonesa
 Alma aragonesa es una película española dirigida por José María Ochoa y estrenada en 1961. 

## Argumento
Muestra el drama de una mujer cuyo corazón está dividido entre un guerrillero y un oficial del ejército durante la última Guerra Carlista.